# Helene Schjerfbeck

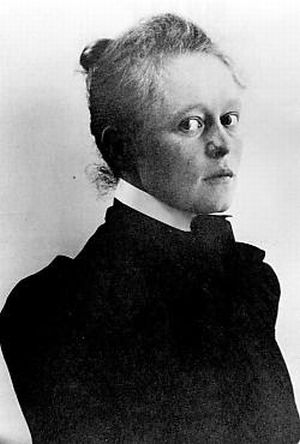
Helene Schjerfbeck, 1890

Helene Schjerfbeck (Helsinki, 10 juli 1862 – Saltsjöbaden, 23 januari 1946) was een Fins kunstschilderes.

## Leven en werk
Schjerfbecks moeder was een begaafd schilderes en stimuleerde haar dochter kunst te gaan studeren. Vanaf haar elfde volgde ze lessen aan een tekenschool, waar Helena Westermarck een medeleerling was. Schilderen met olieverf leerde ze bij kunstschilder Adolf von Becker. In haar jonge jaren reisde Helene veel naar het buitenland. In 1880 verbleef ze in Parijs, waar ze les volgde aan de Académie Trélat. Samen met de Oostenrijkse Marianne Preindlsberger (na haar huwelijk bekend als Marianne Stokes) reisde ze door Frankrijk om te schilderen. In kunstenaarsdorp Pont-Aven in Bretagne verloofde ze zich met een kunstschilder maar de verloving liep spaak omdat de ouders van de jongen bezwaar maakten tegen het huwelijk. Schjerfbeck was gehandicapt als gevolg van een heupbreuk. Na een kort verblijf in Finland was ze in 1884 terug in Parijs waar ze les volgde aan de Académie Colarossi. Van 1887 tot 1889 leefde ze samen met Marianne Stokes en haar man Adrian Stokes in St Ives te Cornwall. In deze tijd maakte ze vooral veel landschappen, stillevens en zelfportretten, in een realistische, naturalistische stijl. Een bekend werk uit deze periode is Toipilas ("de herstellende"). 
Na de zomer van 1889 ging Schjerfbecks terug naar Finland en opende een atelier te Helsinki, samen met Maria Wiik. Ze gaf tekenles maar moest hiermee stoppen door gezongsheidsklachten. Vanaf 1902 verbleef Schjerfbeck gedurende tien jaar in Hyvinkää, een klein dorp op dertig kilometer afstand van Helsinki, waar ze ook haar moeder verzorgde. In deze periode schilderde ze in sociale en artistieke isolatie haar bekendste werken, vooral veel vrouwenportretten, vaak ook weer zelfportretten, in een modernistische, expressionistische stijl die wel met Edvard Munch is vergeleken.
Schjerfbeck verhuisde naar Tammisaari en zocht vanaf 1913 weer aansluiting bij het artistieke milieu van haar land. Ze nam weer deel aan tentoonstellingen. In 1940 verliet ze Finland na de Sovjetinvasie van 1939. Ze vestigde zich in Zweden waar ze in 1946 overleed in een sanatorium nabij Stockholm.

## Tentoonstellingen
In 2007 hielden het Musée d'Art Moderne de la Ville de Paris en het Gemeentemuseum Den Haag grote overzichtstentoonstellingen van haar werk. In 2012 vonden op verschillende plaatsen in Finland herdenkingen van haar 150e geboortedag plaats.

## Galerij

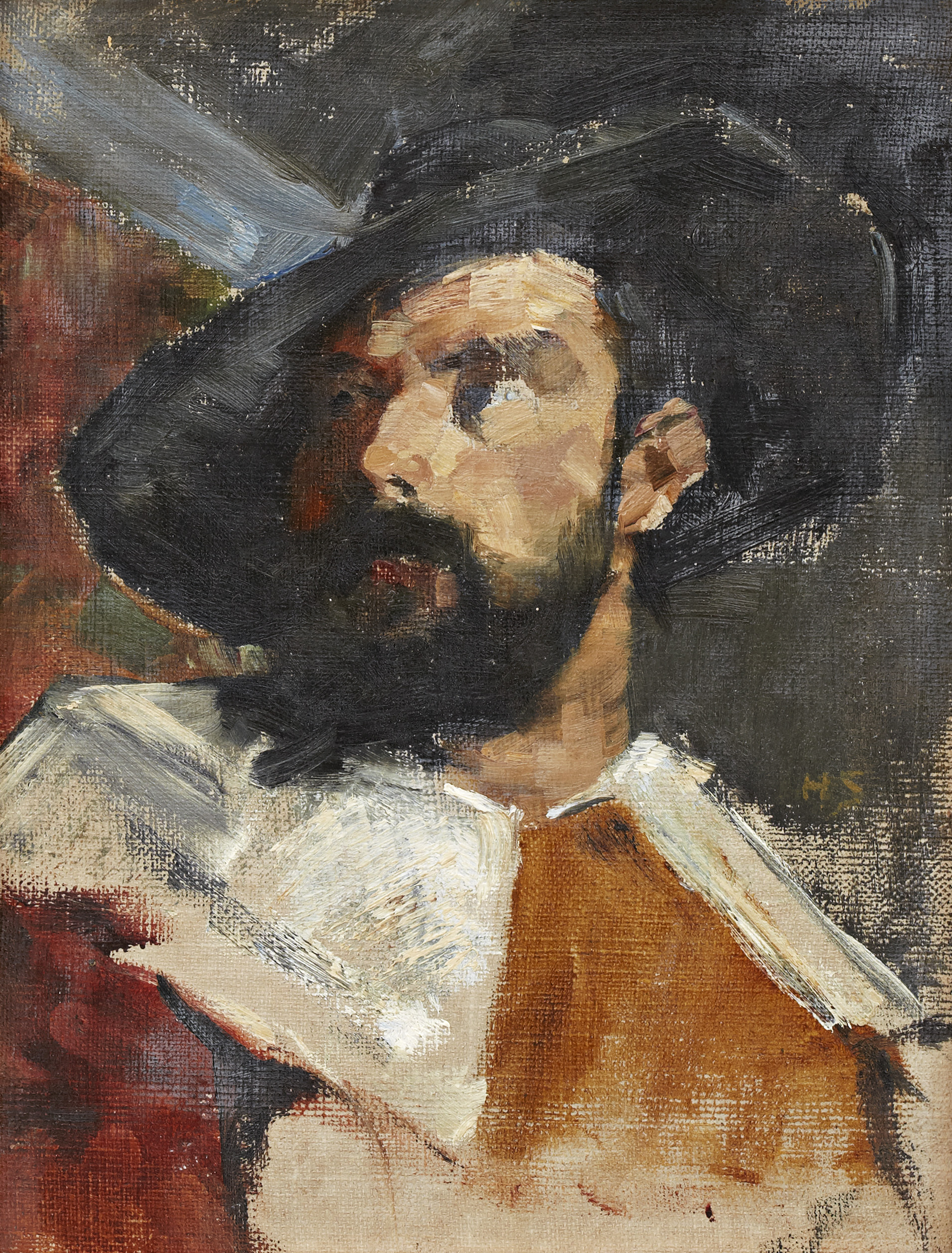
Portret van een man (1881)
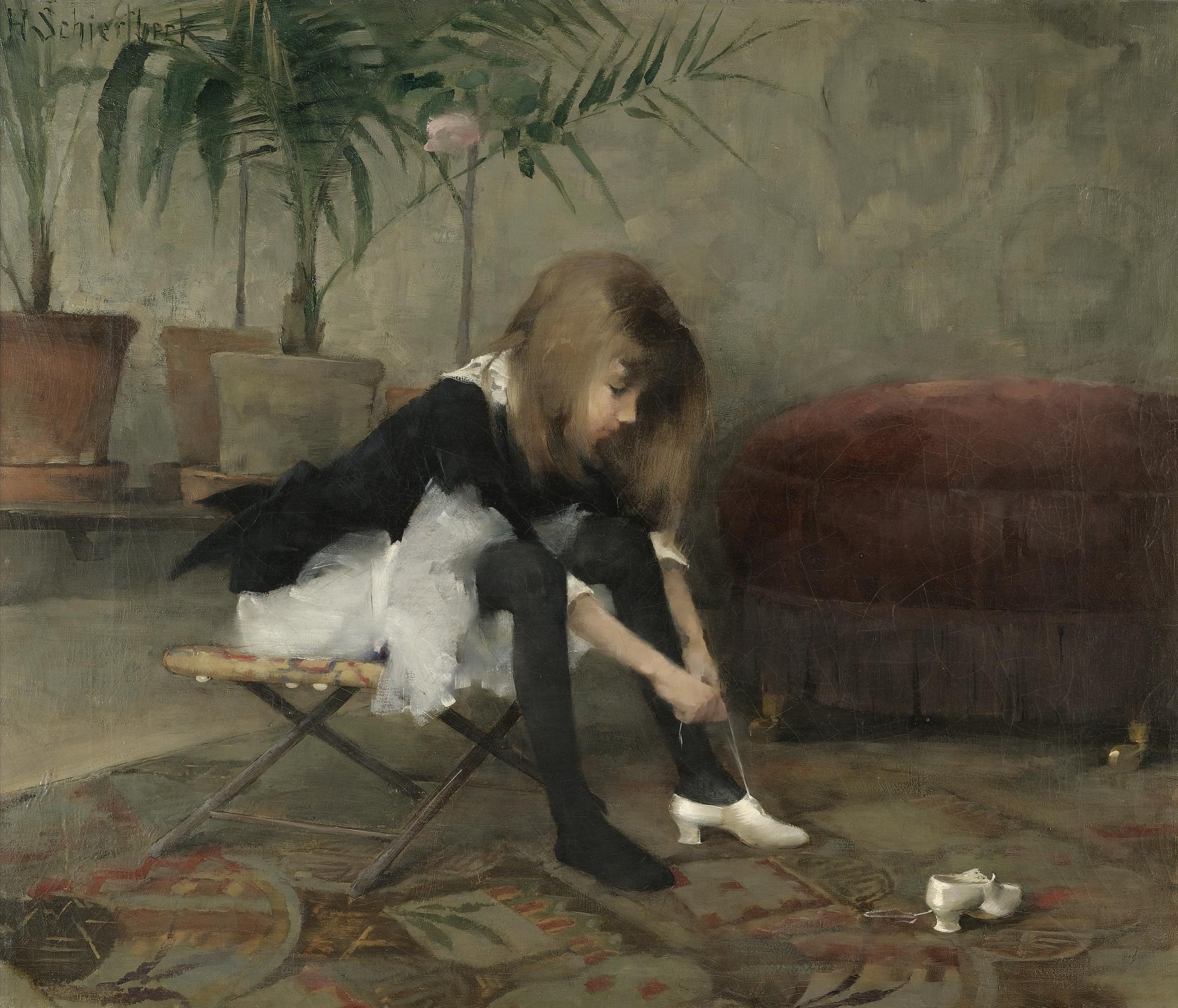
Dansschoenen (1882)
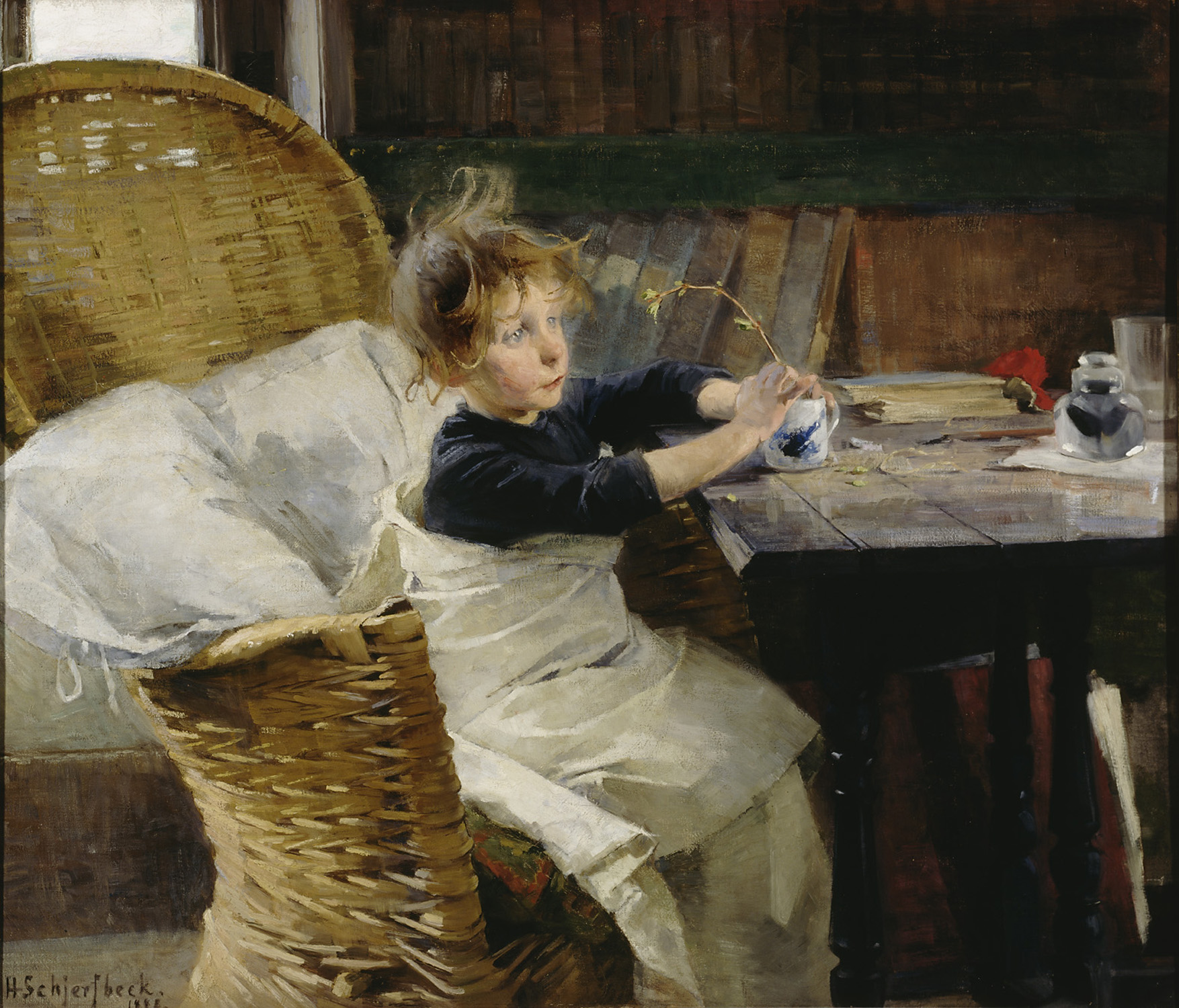
Toipilas (1888)
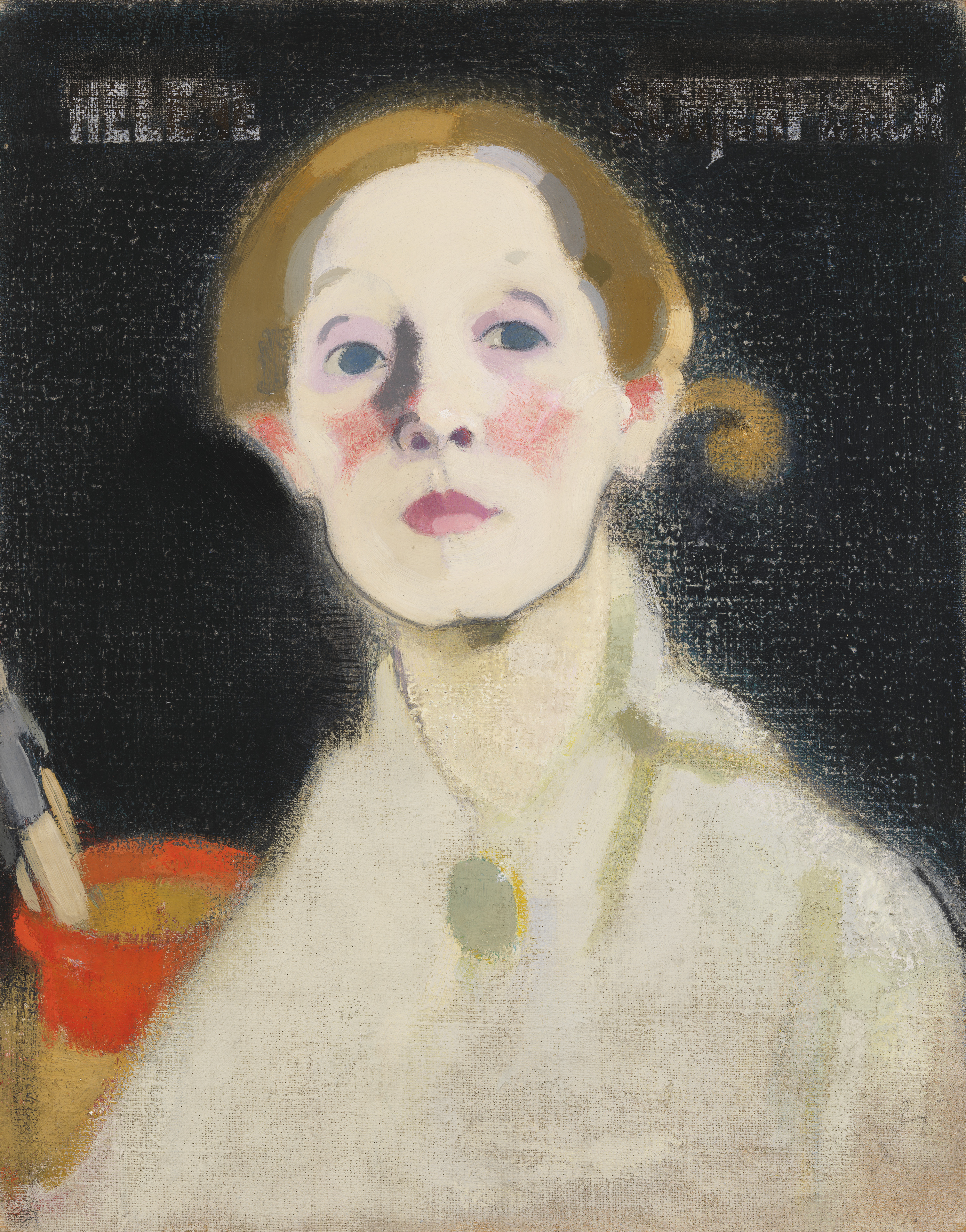
Zelfportret, zwarte achtergrond (1915)
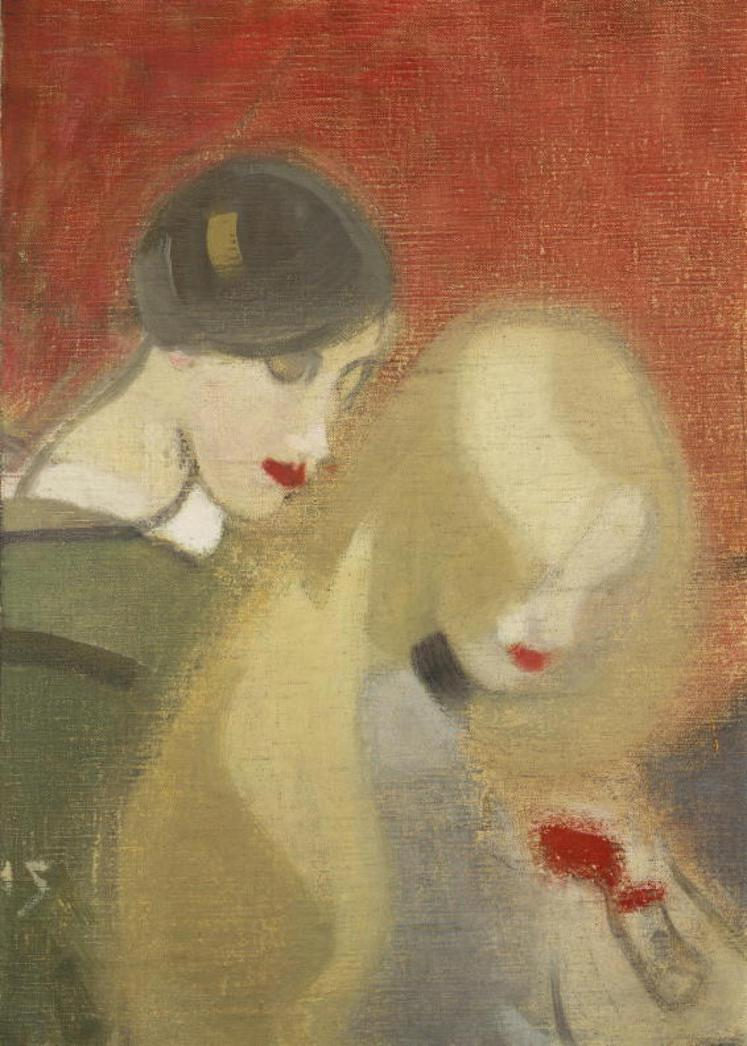
Arvesmykket (1916)